# Gauche au Québec

Au Québec, la gauche désigne l'ensemble des groupes et mouvements politiques et de la société civile qui ont comme valeurs prépondérantes la justice sociale, l'égalité, la solidarité, l'humanisme, l'anti-racisme et une laïcité modérée. En politique québécoise, cette famille politique réunis sous un spectre large les libéraux, les sociaux-démocrates et les socialistes. À l'extrême-gauche, on retrouve les marxistes, les communistes, les trotskistes, les anarchistes et les autonomistes du Québec. Dans le spectre politique, la gauche québécoise fait opposition à la droite québécoise. 
Les partis politiques provinciaux de gauche représentés à l'Assemblée nationale du Québec sont le Parti libéral du Québec, Québec solidaire et le Parti québécois. Ce dernier parti a cependant pris un virage à droite sur ses politiques identitaires. Au Parlement du Canada, le Parti libéral du Canada, le Bloc québécois et le Nouveau Parti démocratique représentent la gauche. 

## Gouvernement de gauche au Québec
Le Parti libéral du Québec et le Parti québécois ont formé des gouvernements de gauche. Dans la période allant de 1970 au début des années 2010, ces partis tentaient de rassembler l'ensemble des courants politiques fédéralistes et souverainistes respectivement. Ce faisant, leurs gouvernements incluaient certains ministres provenant plutôt de la droite. Plusieurs qualifient les anciens premiers ministres Pierre-Marc Johnson, Lucien Bouchard et Jean Charest comme provenant de la droite.